# La Tosa
La Tosa är en kulle i Spanien.   Den ligger i provinsen Província de Tarragona och regionen Katalonien, i den östra delen av landet, 400 km öster om huvudstaden Madrid. Toppen på La Tosa är 435 meter över havet.
Terrängen runt La Tosa är kuperad. Runt La Tosa är det glesbefolkat, med 16 invånare per kvadratkilometer. Närmaste större samhälle är Gandesa, 7,8 km norr om La Tosa. 